# Asphondylia autumnalis
Asphondylia autumnalis är en tvåvingeart som beskrevs av Beutenmuller 1907. Asphondylia autumnalis ingår i släktet Asphondylia och familjen gallmyggor. Inga underarter finns listade i Catalogue of Life.